# La Chanson de la jeunesse
Pour plus de détails, voir Fiche technique et Distribution.
La Chanson de la jeunesse (The Night Is Young) est un film musical américain en noir et blanc réalisé par Dudley Murphy, sorti en 1935. 

## Synopsis
Fanni la ballerine apprend que l'archiduc autrichien Paul Gustave va assister à son prochain ballet. Il est beau, riche et célibataire, aussi Fani a-t-elle la ferme intention de le séduire, et de jeter aux orties son amoureux, le chauffeur de calèche Willy Fitch. Comme prévu, Paul aperçoit les charmantes ballerines évoluant gracieusement sur scène, mais au lieu de choisir Fanni, son intérêt se porte sur Lisl. 
Il a été convenu que l'archiduc doit épouser la comtesse Rafay. Quand Paul apprend que le mariage est retardé de six mois pour des raisons d'État, il décide de mettre à profit ce délai en faisant de la jeune Lisl son amante secrète.

## Fiche technique
- Réalisation : Dudley Murphy
- Scénario : Edgar Allan Woolf, Franz Schulz, d'après le roman de Vicki Baum, Futures Vedettes (Der Eingang zur Bühne, 1920)[1]
- Direction Artistique : Cedric Gibbons
- Costumes : Dolly Tree
- Photographie : James Wong Howe
- Montage : Conrad A. Nervig
- Musique : Sigmund Romberg (non crédité)
- Producteur : Harry Rapf
- Société de production et de distribution : Metro-Goldwyn-Mayer
- Pays de production :  États-Unis
- Langue originale : anglais américain
- Format : noir et blanc — 35 mm — 1,37:1 — son : mono (Western Electric Sound System)
- Genre : comédie romantique, film musical
- Durée : 81 minutes
- Dates de sortie :
  - États-Unis : 11 janvier 1935
  - France : 5 juillet 1935

## Distribution
- Ramon Novarro : l'archiduc Paul 'Gustl' Gustave
- Evelyn Laye : Elizabeth Katherine Anne 'Lisl' Gluck
- Charles Butterworth : Willy Fitch
- Una Merkel : Fanni Kerner
- Edward Everett Horton : le baron Szereny
- Donald Cook : Toni Berngruber
- Henry Stephenson : l'empereur d’Autriche François-Joseph
- Rosalind Russell : la contesse Zarika Rafay
- Herman Bing : Nepomuk
- Gustav von Seyffertitz : l'ambassadeur (non crédité)